# Darío Flores
Darío Antonio Flores Bistolfi (n. 6 februarie 1984 în Montevideo, Uruguay), este un fotbalist uruguayan care joacă pentru Racing Club de Montevideo. În 2009 a evoluat în Liga I, la CFR Cluj.

## Carieră
Flores își începe cariera la River Plate (Uruguay) și s-e transferă în pauza de iarnă a sezonului 2005/2006 la Peñarol. După un sezon la Peñarol se mută în ianuarie 2007 la Wanderers. În 2008 se întoarce la clubul său de tineret River Plate (Uruguay). pe 7 ianuarie 2009 semnează cu CFR Cluj..

## Familie
Fratele său, Robert Flores, joacă pentru River Plate în Argentina.